# Kanton Palluau
Kanton Palluau (fr. Canton de Palluau) je francouzský kanton v departementu Vendée v regionu Pays de la Loire. Tvoří ho devět obcí.

## Obce kantonu
- Apremont
- La Chapelle-Palluau
- Falleron
- Grand'Landes
- Maché
- Palluau
- Saint-Christophe-du-Ligneron
- Saint-Étienne-du-Bois
- Saint-Paul-Mont-Penit